# TeenSet
TeenSet (originalmente The Teen Set) fue una revista musical y fanzine estadounidense publicada por Capitol Records. Comenzando en 1964 como una inserción de álbum gratuita para los fanes de The Beach Boys, la revista se vendió por separado en 1965 y creció en popularidad. Se presentó como un vehículo para promocionar a los Beach Boys y otros artistas de Capitol, pero en manos de la editora Judith Sims, la revista abrió nuevos caminos, superando su origen de club de fanes. Estableciéndose rápidamente como la puerta de entrada al círculo íntimo de The Beatles en el apogeo de la Beatlemanía, TeenSet aprovechó esta confianza para presentar a sus lectores a nuevos artistas, en el proceso aumentando en gran medida la visibilidad de Buffalo Springfield, The Doors, Janis Joplin y The Mothers of Invention. La revista se benefició de artículos de la crítica musical Sue Cameron, la corresponsal en Londres Carol Gold, el inconformista psicodélico Robert Shea (escribiendo bajo seudónimos) y fotografías de Jim Marshall y Michael Ochs. Comenzó como una revista para niñas adolescentes, pero en 1968 estaba cambiando para enfocarse en niñas adolescentes y mujeres jóvenes de poco más de veinte años.

## Historia

### 1964-65
En marzo de 1964, The Beach Boys lanzaron el álbum Shut Down Volume 2, que venía con una funda interior que anunciaba la invitación, «Join the Teen Set on Capitol» («Únete al set de adolescentes en Capitol»). La funda interior daba instrucciones para unirse al club de fanes de Teen Set, con sede en Hollywood, California. Prometía «Detalles en el próximo gran número de la revista Teen Set». El primer número de la revista Teen Set estaba listo en octubre de 1964, lanzado como una inserción gratuita en el álbum en vivo Beach Boys Concert. La revista informó al lector sobre varios aspectos de los Beach Boys. Ninguno de los artículos mencionaba un autor. El jefe de redacción de la revista era Brown Meggs, el ejecutivo de Capitol que había contratado a The Beatles. El veterano periodista y fotógrafo de revistas para adolescentes Earl Leaf fue contratado como editor invitado.
El segundo número estuvo listo en marzo de 1965, impreso en una tirada masiva de 500 000, producido por Lou Kimzey y su Kimtex Corporation. El sello le dijo a la revista Billboard que era «la mayor campaña de publicidad y comercialización orientada a los adolescentes en la historia de CRDC [Capitol Records Distribution Company]». Las primeras 350 000 copias de la revista se entregaron gratis con la compra de un álbum de Capitol específico para adolescentes, incluidos los lanzamientos recientes de febrero de Portrait of My Love de The Lettermen, y un álbum de Hollyridge Strings (tocando versiones orquestales de canciones de The Beatles), así como los lanzamientos de marzo de Live at Ciro's de Dick Dale, Somebody Loves You de Bobby Rydell y The Beach Boys Today!. Las copias restantes de la revista se vendieron en los quioscos por 35 ¢ y fueron lo suficientemente populares como para que Capitol avanzara con un programa de publicación trimestral. Capitol informó más tarde que habían vendido 90 000 de las 150 000 copias reservadas para las ventas en los quioscos. Los artistas incluidos en el volumen 2 de Teen Set fueron Donna Loren, Bobby Rydell, Peter and Gordon y The Beach Boys. En agosto de 1965, Kimzey le dijo a Billboard que él era el editor, reemplazando al personal de Capitol.
Kimtex publicó los números tercero y cuarto en tiradas de 175 000 ejemplares cada uno. En ellos se incluyeron algunos artistas que no pertenecen a Capitol. Los artistas destacados en noviembre de 1965 incluyeron actos del Reino Unido como The Beatles, el cantante Ian Whitcomb, el actor/oboísta David McCallum y The Rolling Stones, lo que demuestra que la Invasión británica sería sostenida por Capitol a través de TeenSet. Judith Sims, de veinticinco años, comenzó como editora para producir la edición de noviembre, bajo la dirección del editor Robert Bates de Capitol. La revista se preparó para un cambio de ser una publicación trimestral a una publicación mensual en 1966.

### 1966-67
La producción mensual comenzó con la edición de febrero de 1966 que incluía a The Beach Boys, The Beatles, Bob Dylan, Sonny & Cher, Herman's Hermits y una entrevista con el primer baterista de The Beatles, Pete Best. Se dieron avances de la entonces próxima película de Elvis Presley, Paradise, Hawaiian Style, fue objeto de burlas con fotografías tomadas en el lugar. El precio era de 35 centavos por número, o $3 por una suscripción anual, lo que redujo el precio por número a 25 centavos.
Sue Cameron presentó a The Mothers of Invention y Buffalo Springfield a TeenSet en la edición de noviembre de 1966, un artículo titulado «Hollywood Group Scene» que también incluía al grupo de pop-folk The Association y Everpresent Fullness, una banda que tuvo un breve éxito con la adaptación de Warren Zevon de la vieja canción de blues de Jim Jackson «Wild About My Lovin'». Michael Vosse mantuvo el interés por el miembro de The Mothers of Invention Frank Zappa al presentarlo en un artículo publicado en enero de 1967.
En diciembre de 1966, TeenSet publicó «On Tour with the Beatles», mostrando a Sims en estrecho contacto con The Beatles mientras realizaban una gira por los Estados Unidos. Esta resultó ser su última gira. Sims escribió emocionantes experiencias de conciertos y la rutina diaria de las giras, compartiendo atisbos internos de la banda. Sims luego recordó que su puesto como editora de la propia revista TeenSet de Capitol la ayudó a acercarse a The Beatles, que publicaban en los Estados Unidos a través de Capitol, pero también señaló que los principales medios no estaban interesados en cubrir la gira estadounidense de The Beatles. No se habían asignado reporteros de las revistas Time o Newsweek, por lo que solo estaba ella, algunos otros editores de revistas para adolescentes y algunos locutores de radio. Ella escribió que no comió con los Beatles «ni, por desgracia, se acostó con ellos». Billboard informó que el séquito de radio de la gira estadounidense de The Beatles estaba compuesto por los DJ Jerry Leighton, Kenny Everett, Jim Stagg, Jerry Ghan, George Klein, Tim Hudson y algunos otros. Los medios impresos estuvieron representados por Sims de TeenSet, Bess Coleman de Teen Life, Marilyn Doerfler de los periódicos Hearst y Arthur Unger de la revista adolescente progresista Datebook, esta última la cual recientemente había provocado la controversia «más populares que Jesús».
En enero de 1967, Sims se disculpó con sus lectores por haber sido cómplice en ocultar el estado de casados de The Beach Boys. El catalizador fue un anuncio reciente de Brian Wilson de que los cinco Beach Boys estaban casados, lo que reveló el leve engaño de ciertas revistas que deliberadamente no declararon que los artistas musicales estaban casados, con el fin de mantener el interés de las fanes.
En noviembre de 1966, Buffalo Springfield tocó por primera vez su canción «For What It's Worth (Stop, Hey What's That Sound)» en el Whisky a Go Go. Sims escuchó la canción e inmediatamente le gustó la banda, y decidió incluir algo sobre ellos en cada número. La canción se escuchó en la radio de Los Ángeles a fines de 1966 y luego comenzó a subir en las listas de éxitos a principios de 1967. TeenSet fue invaluable para ayudar a mantener a la banda a la vista del público durante 1967-1968, presentando a la banda en un diseño publicado en enero de 1967. Sims dijo más tarde: «Simplemente me noquearon. Era obvio que les encantaba tocar entre ellos y respetaban la maestría musical de cada uno. Era un placer contemplarlos».
TeenSet eligió a la expatriada estadounidense Carol Gold como corresponsal en Londres de la revista. Gold se encontró con The Jimi Hendrix Experience en abril de 1967 en Londres, y la entrevista se publicó en agosto.
Cuando el mánager de The Beatles, Brian Epstein, murió en agosto, Marilyn Doerfler escribió un recuerdo de él, publicado en la edición de diciembre de 1967 de TeenSet. Doerfler había escrito previamente en julio sobre una aparición publicitaria mal realizada por The Monkees, y había acompañado a Sims en la gira final de The Beatles.
A mediados de 1967, la estación de radio WCFL de Chicago patrocinó una serie de números de TeenSet en el área de Chicago, agregando sus letras de identificación a la parte superior de la revista que se vende en Chicago. La versión «WCFL Presents» de TeenSet incluía cuatro páginas adicionales de anuncios y eventos musicales locales de Chicago, dirigidas a la base de seguidores de la estación. El disc jockey de la WCFL, Jim Stagg, había cubierto previamente la gira final de The Beatles por Estados Unidos con Sims.

### 1968-69
En enero de 1968, TeenSet incluyó carteles de «tamaño de pared gigante» de Ringo Starr y Micky Dolenz, y el precio había subido a 50 ¢ por número. Carol Gold informó sobre la filmación en el Reino Unido de la película Magical Mystery Tour que había visto en septiembre de 1967. La revista estaba cambiando su objetivo para llegar a niñas mayores de secundaria y mujeres jóvenes en la universidad. La entrevista de Gold a los Bee Gees se publicó en febrero.
Alrededor de abril de 1968, Sims entrevistó a Morrison nuevamente en Olivia's en Venice, el restaurante que inspiró la canción de The Doors «Soul Kitchen». Morrison comió hígado encebollado mientras describía el proceso de grabación de Waiting for the Sun. Publicada en junio, la foto de portada que muestra a Morrison más tarde hizo de esta edición un artículo de colección.
El escritor Jerry Hopkins entrevistó a Frank Zappa y The Mothers of Invention y publicó historias sobre ellos en Rolling Stone y TeenSet. Su artículo de septiembre de 1968 en TeenSet, «That's Funny, You Don't Look Like the Musician of the Year» («Eso es gracioso, no pareces el músico del año»), hablaba sobre cómo el grupo era conocido por sus payasadas en el escenario o «atrocidades». Odiado por algunas de sus audiencias, Hopkins bromeó diciendo que el grupo fue «hailed and stoned» («aclamado y apedreado») por la audiencia, lo que también implicaba un juego de palabras, ya que «stoned» también quiere decir «drogado» en inglés. El mes siguiente, TeenSet incluyó un póster desplegable de Zappa, una representación psicodélica de exposiciones múltiples.
En 1968, Jacoba Atlas entrevistó a Jimi Hendrix en Benedict Canyon en Los Ángeles, proporcionando suficiente material para un artículo de dos partes. La segunda mitad de la entrevista discutió las opiniones políticas de Hendrix, incluidos sus pensamientos sobre el Partido Pantera Negra y el movimiento Poder Negro; apareció en la edición de enero de 1969, que se volvió controvertida porque la portada mostraba a la cantante blanca Grace Slick en blackface dando el saludo del Poder Negro con el puño en alto.
TeenSet patrocinó la «primera fiesta anual» (en realidad la única) de Navidad de patinaje sobre hielo de la revista a fines de 1968, que se llevó a cabo en Topanga Plaza Ice Capades Chalet. Con tres canadienses en la banda, Buffalo Springfield fue descrita como la más experta y relajada sobre el hielo de entre las bandas, en comparación con Hearts & Flowers y The Merry-Go-Round.
En marzo de 1969, TeenSet publicó con un signo de interrogación junto al nombre de la revista (TeenSet?), que resultó ser el número final. La portada mostraba dos muñecos con cabezas pegadas: un G.I. Joe negro desnudo con la cabeza de Jimi Hendrix y una Barbie desnuda con la cabeza de Mia Farrow. Este número presentó un artículo de Robert Shea escrito como «Sandra Glass», ilustrado con figuras de collage recortadas de revistas que aparecen como títeres controlados por cuerdas. Una nota del editor decía que la «Srta. Glass» había tenido un «accidente fatal» reciente. El artículo contenía una referencia al Día de las bromas de abril y bromeaba inventando una conspiración mundial de los «Illuminati» que involucraba a elementos tan dispares como Nelson Rockefeller, Raquel Welch, Mao Zedong, la sociedad de los thugs y Yossarian, el personaje ficticio de la novela Trampa 22. Shea también escribió «Morality Is Not Good for You» («La moralidad no es buena para ti») en el mismo número, bajo el nombre de «Alexander Eulenspiegel». Sims incluyó este artículo de dos páginas en la tabla de contenido como «The New Morality. It may be just the absence of the old morality.» («La nueva moralidad. Puede ser simplemente la ausencia de la vieja moralidad»).
En mayo de 1969, la revista se publicó con un nuevo nombre, AUM, una sigla de «Adult Underthirty Magazine» («Revista para adultos menores de treinta»), que también hace referencia a la palabra de meditación hindú Om. La fotografía de portada de Ed Caraeff mostraba a cuatro de The GTOs, incluida Pamela Des Barres, cada una con un número anterior diferente de TeenSet. El editorial de Sims decía que el nuevo título de la revista se pronunciaba «awm». Continuando con la revista estaban los escritores Jacoba Atlas, Jerry Hopkins, «Alexander Eulenspiegel» (Robert Shea) y más. La edición de julio de AUM fue la última aparición de la revista, con una pintura de portada titulada «Aquarius Theatre» de The Fool, un dúo de artistas neerlandeses. Hopkins informó en agosto que Capitol había eliminado la revista debido a las bajas ventas.

## Legado
Después de que TeenSet y AUM cerraran, muchos de los escritores se fueron a Rolling Stone, incluida la editora Sims, que fue contratada como jefa de la oficina de Los Ángeles. En 2014, la revista Flashback publicó una retrospectiva titulada «TeenSet: The story behind this pioneering 1960s American rock magazine» («TeenSet: la historia detrás de esta revista de rock estadounidense pionera de la década de 1960»). Desde 2018 hasta 2021, Allison Bumsted exploró TeenSet en su tesis doctoral considerando múltiples aspectos de la revista y el periodismo de música popular en la Universidad Liverpool Hope. Bumsted analizó a TeenSet «desde una nueva perspectiva y reconsidera su papel en nuestra historia del periodismo musical popular». Su investigación se publicará en el invierno de 2022.